# Paramoudra
Een paramoudra (in het Engels ook pot stone genoemd) is een natuurlijke steen met een gat er in. De steen is meestal van vuursteen, en het gat is ontstaan omdat daar een zachter deel zat, dat door het water is uitgespoeld.
De herkomst van het woord paramoudra is onduidelijk. Het verhaal gaat dat het woord afkomstig is van de Engelse dominee-geoloog William Buckland, die in 1817 op onderzoek was in het Ierse district Clarehill Quarry. Daar zag hij cilindrische en tapstoelopende vuurstenen van verschillende grootte, tot zo'n 60 centimeter lang en 35 centimeter breed. De naam waaronder hij deze stenen beschreef was paramoudra. Waarschijnlijk had hij de lokale bevolking echter niet goed verstaan, en er zijn twee hypothesen voor het oorspronkelijke woord: padhramoudras (lelijke Paddies) of peura muireach (zeeperen).

Oorspronkelijk werden paramoudra's aangezien voor fossiele sponzen (Poterion cretaceum), maar tegenwoordig neemt men aan dat ze van anorganische oorsprong zijn.
De naam Paramoudra.
Kan wijzen op 'Moudra' wat 'Wijze' betekend in Tsjechisch en 'Para' wijst op Paranormaal of in het Latijn 'Voor' In andere woorden: Paramoudra -'Paranormale Wijsheid'.
Of
'Voor de wijsheid'
Andere benamingen zijn:
Hag stone, heksensteen, slangenei.